# Anton Xanoni
Anton Xanoni beziehungsweise Ndoc Zanoni (geboren am 12. Januar 1862 in Durrës; gestorben am 16. Februar 1915 in Shkodra) war ein albanischer Jesuit, Lehrer, Literaturtheoretiker und Autor. Auf ihn gehen viele Normen zur Nutzung des Gegischen zurück, und er hatte großen Einfluss auf die Nutzung der Albanischen Sprache in der Literatur.

## Leben
Anton Xanoni wurde in Durrës geboren und wuchs auf in Shkodra. Seine Erziehung war katholisch geprägt, und er besuchte eine Schule, die von Jesuiten betrieben wurde, wo seine Talente früh erkannt und gefördert wurden. Die Jesuiten ermöglichten Xanoni eine höhere Schulbildung in verschiedenen Bildungseinrichtungen. So lernte er im Jahre 1883 an der Cartuja Santa María Porta Coeli in Spanien. Anschließend besuchte Xanoni Schulen der Jesuiten in Kraljevica an der dalmatinischen Küste im Jahre 1884 und in Cremona im Jahre 1886. In den Jahren 1890 bis 1892 studierte er an einer Einrichtung der Jesuiten in Krakau und wurde anschließend in Shkodra zum Priester geweiht. Xanoni unterrichtete am Collegium der Jesuiten in Shkodra (Kolegji Saverian) und wechselte im Jahre 1896 zu einem Collegium der Jesuiten in Chieri in Italien, wo er ein Jahr lang unterrichtete, bevor er anschließend wieder nach Albanien zurückkehrte.
Xanoni war Mitglied in der 1901 gegründeten literarischen Gesellschaft Agimi (Morgendämmerung), zusammen mit Ndre Mjeda sowie dessen Bruder Lazër Mjeda, in welcher man die Nutzung der albanischen Sprache in der Literatur förderte. Viele Normen zum Stil und der Rhetorik in der nordalbanischen Sprache gehen auf sein Werk Prîsi në lâmë të letratyrës (Anleitungen für die Literatur) zurück, wo er unter anderem propagierte, viele Lehnwörter aus anderen Sprachen zu ersetzen mit Wörtern, die auf ältere Wurzeln im Albanischen zurückgeführt werden können.
Xanoni war nicht nur ein Theoretiker der albanischen Sprache und Literatur, sondern auch selbst ein geschätzter Autor. Ab dem Jahr 1908 veröffentlichte er regelmäßig Artikel über Geschichte, Literatur, Kultur und Politik sowie Kurzgeschichten, Gedichte und viel beachtete Übersetzungen in der Zeitschrift der Jesuiten Elçija i Zemers t’Jezu Krisctit (Nachrichten vom Herzen Jesu Christi). Eines seiner bekannteren Gedichte war Rrnoftë Shqypnia (Lang lebe Albanien). 

## Werke
- Prîsi në lâmë të letratyrës (Anleitungen für die Literatur). Shkodra 1911–1912.
- Gramatika shqyp (Albanische Grammatik). Shkodra 1909.
- Shkurtorja e historís së moçme (Überblick über die alte Geschichte). 1910.